# (772) Tanete
(772) Tanete ist ein Asteroid des Hauptgürtels, der am 19. Dezember 1913 vom deutschen Astronomen Adam Massinger in Heidelberg entdeckt wurde.
Es wird vermutet, dass der Name des Asteroiden vom Ort Tanete auf der indonesischen Insel Sulawesi abgeleitet ist.
Weitere Bahnparameter sind:
- Länge des aufsteigenden Knotens: 64,049°
- Argument des Perihels: 141,998°